# Корнсвайт, Роберт
Его Преосвященство епископ Роберт Корнсвайт (англ. Robert Cornthwaite), (9 мая 1818, Престон, Соединённое королевство Великобритании и Ирландии — 16 июня 1890, Лидс, Соединённое королевство Великобритании и Ирландии). Английский прелат Римско-католической церкви, последний епископ Беверли и 1-й епископ Лидса.

## Биография
Роберт Корнсвайт родился в крупном городе Престоне графства Ланкашир. Рукоположён в священники папским викарием Николасом Уайзманом (с 1850 года примас Англии и Уэльса, кардинал и Архиепископ Вестминстера) 9 ноября 1845 года в возрасте 27 лет. 
С 1851 по 1857 год был ректором Английского Колледжа в Риме. 3 сентября 1861 года (43 года) назначен на должность епископа Беверли. Епископальная хиротония состоялась 10 ноября 1861 года. Церемонию вёл Архиепископ Вестминстера кардинал Николас Уайзман, Епископ Саутуарка Томас Грант и епископ Ноттингема Ричард Роскел.
В 1878 году Епархия Беверли разделяется на две: Епархию Лидса и Епархию Мидлсборо. Корнсвайт становится первым епископом Лидса с 20 декабря 1878 года до своей кончины, 16 июня 1890 года. Корнсвайт прослужил в должности епископа более 28 лет. Похоронен в церкви Непорочного Зачатия Богородицы в городе Сиклингхол на севере Йоркшира.